# Thomas des Chambres
 (septembre 2022).
Thomas des Chambres, né au XIIe siècle et mort le 5 juillet 1225, est un bénédictin français, vingtième abbé du Mont-Saint-Michel, de 1218 à 1225.
Sous la pieuse et rigide administration du religieux que les suffrages du chapitre appelèrent à recueillir l’héritage de Raoul des Iles, le monastère du Mont-Saint-Michel sembla oublier les préoccupations terrestres au milieu desquelles s’étaient écoulées les précédentes prélatures : passage de l’administration normande à l’administration française, attaque et incendie du Mont par les Bretons en 1204, tentatives d’empiétements des évêques d’Avranches sur l’élection des abbés montois.
Thomas des Chambres ne sembla toute sa vie former d’autre vœu, éprouver d’autre besoin que d’envelopper ses cloîtres du calme et de l’isolement de la solitude. Théobald, archevêque de Rouen, fit en 1223, à sa prière sans doute, des règlements pour la réforme de son couvent.
Pieux, imitateur des premiers cénobites chrétiens, Thomas Des Chambres aurait voulu entendre le bruit du monde expirer au pied des murailles de ce monastère dédié à la prière et à la méditation savante et recueillie ; c’est pourquoi il n’a guère laissé de traces dans l’histoire monacale.